# St. Koloman (Pfronten)

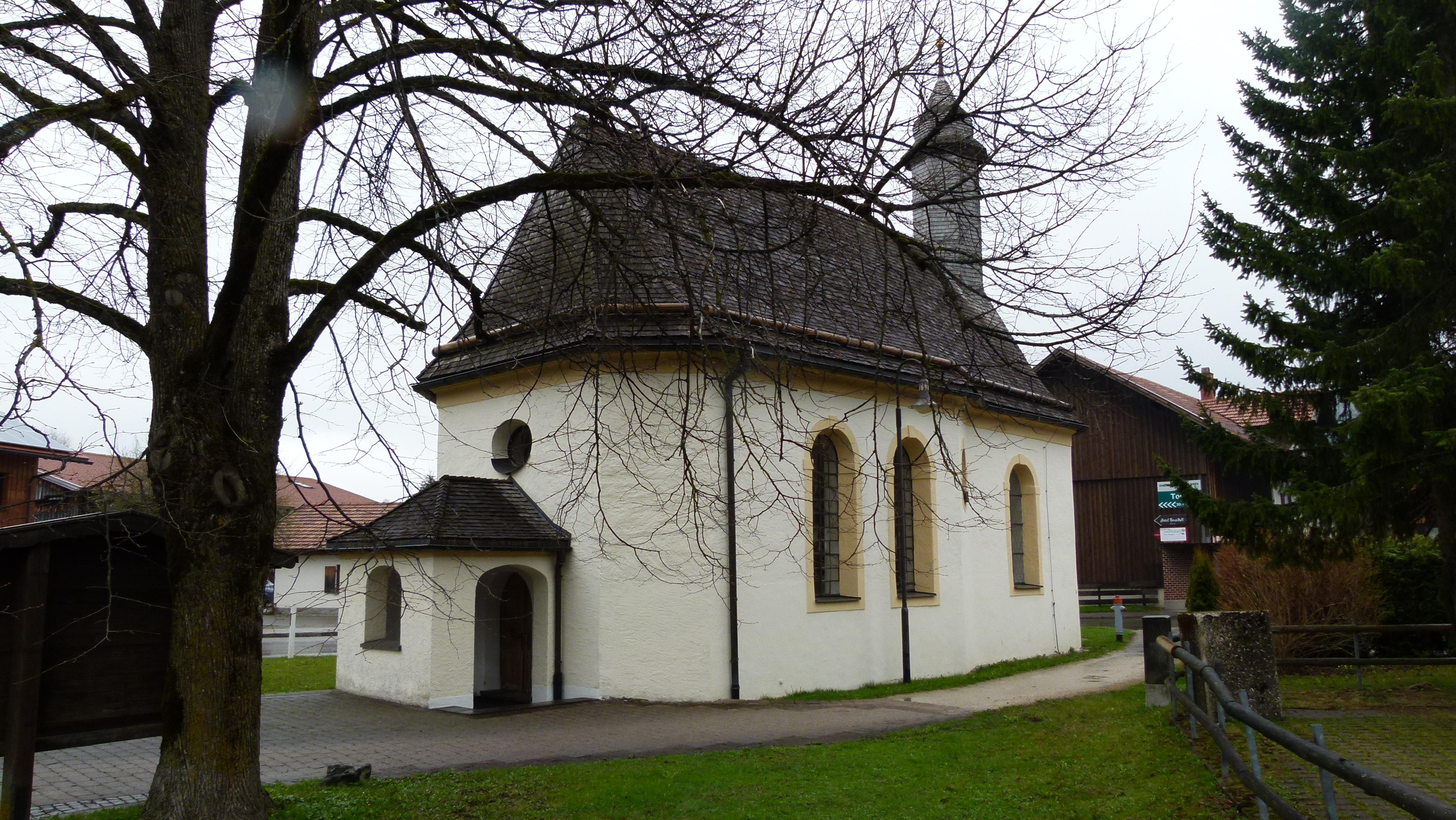
St. Koloman

Die Kapelle St. Koloman im Pfrontener Ortsteil Ösch ist eine 1736 errichtete Barockkirche und Filiale der Pfarrkirche St. Nikolaus in Pfronten-Berg.

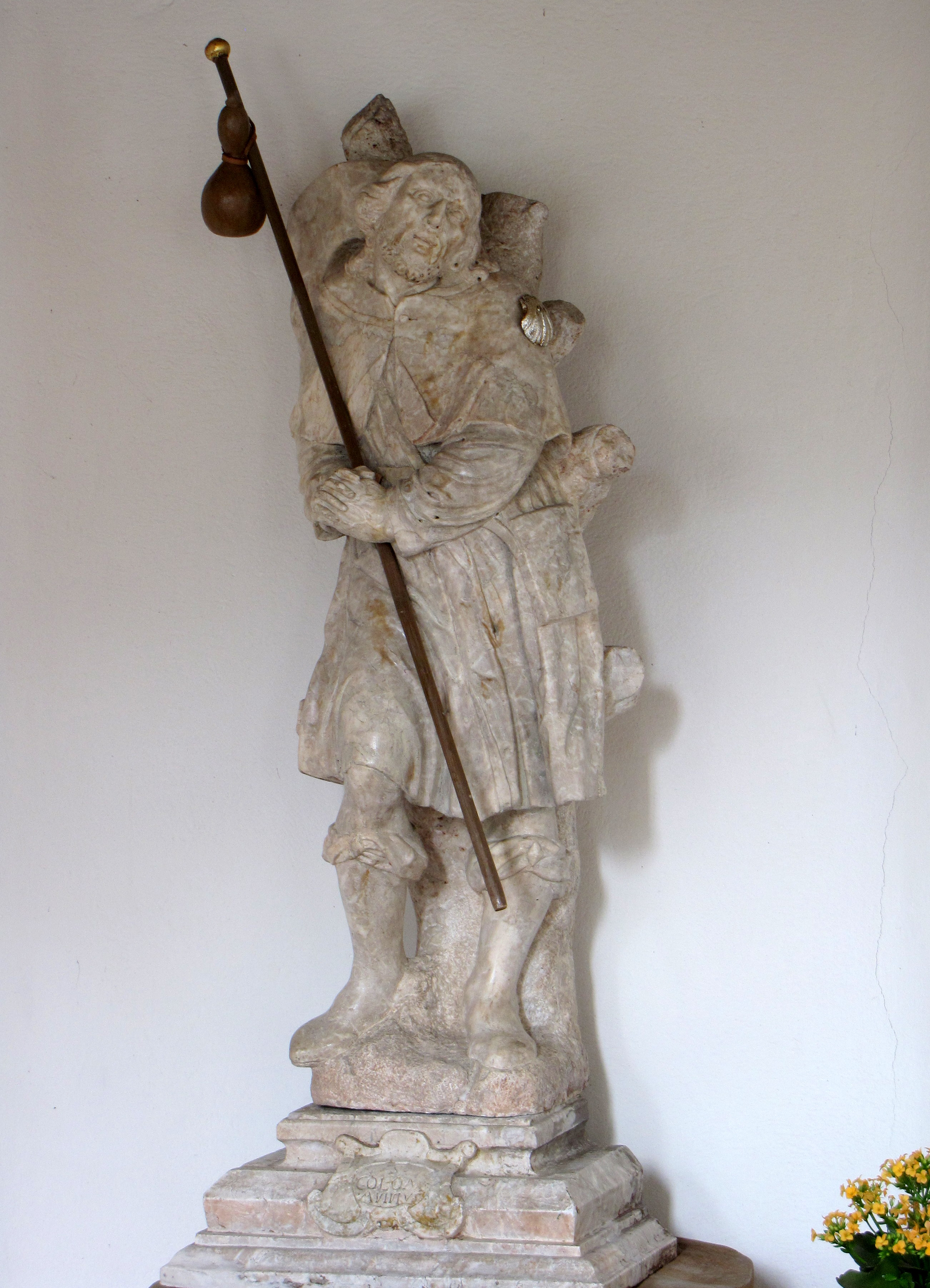
Hl. Koloman von Maximilian Hitzelberger

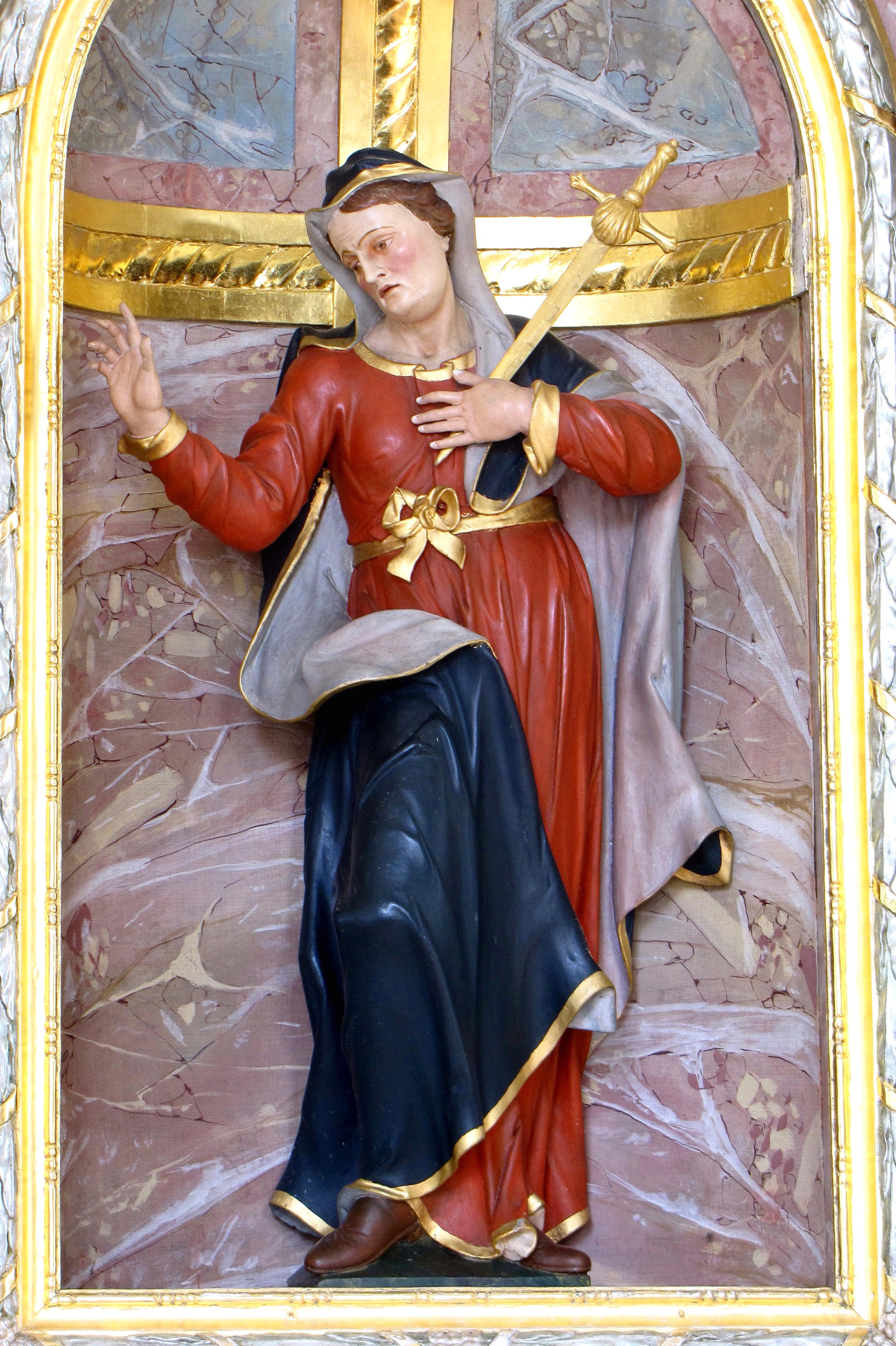
Schmerzhafte Muttergottes von Johann Sigmund Hitzelberger

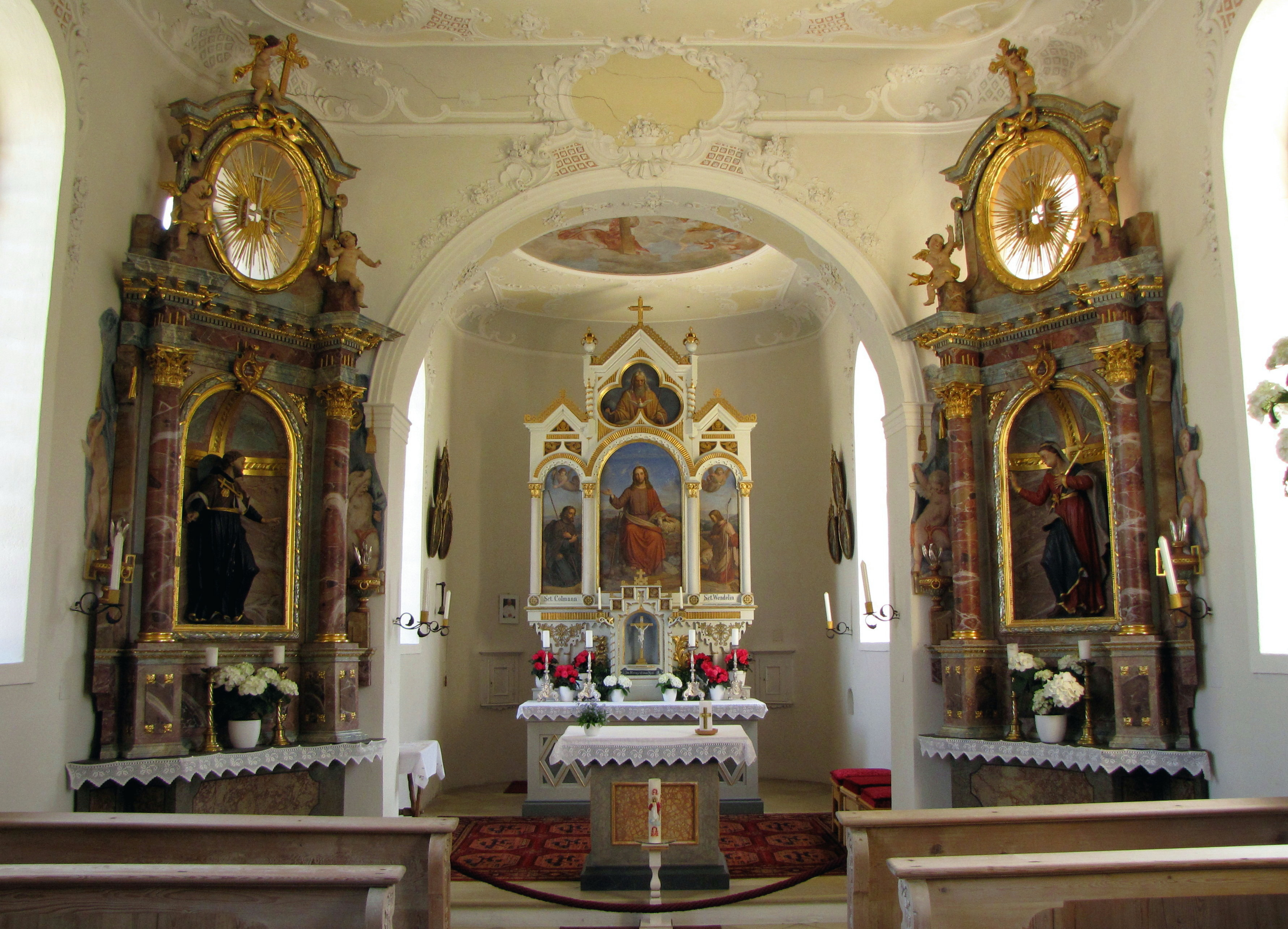
Altäre

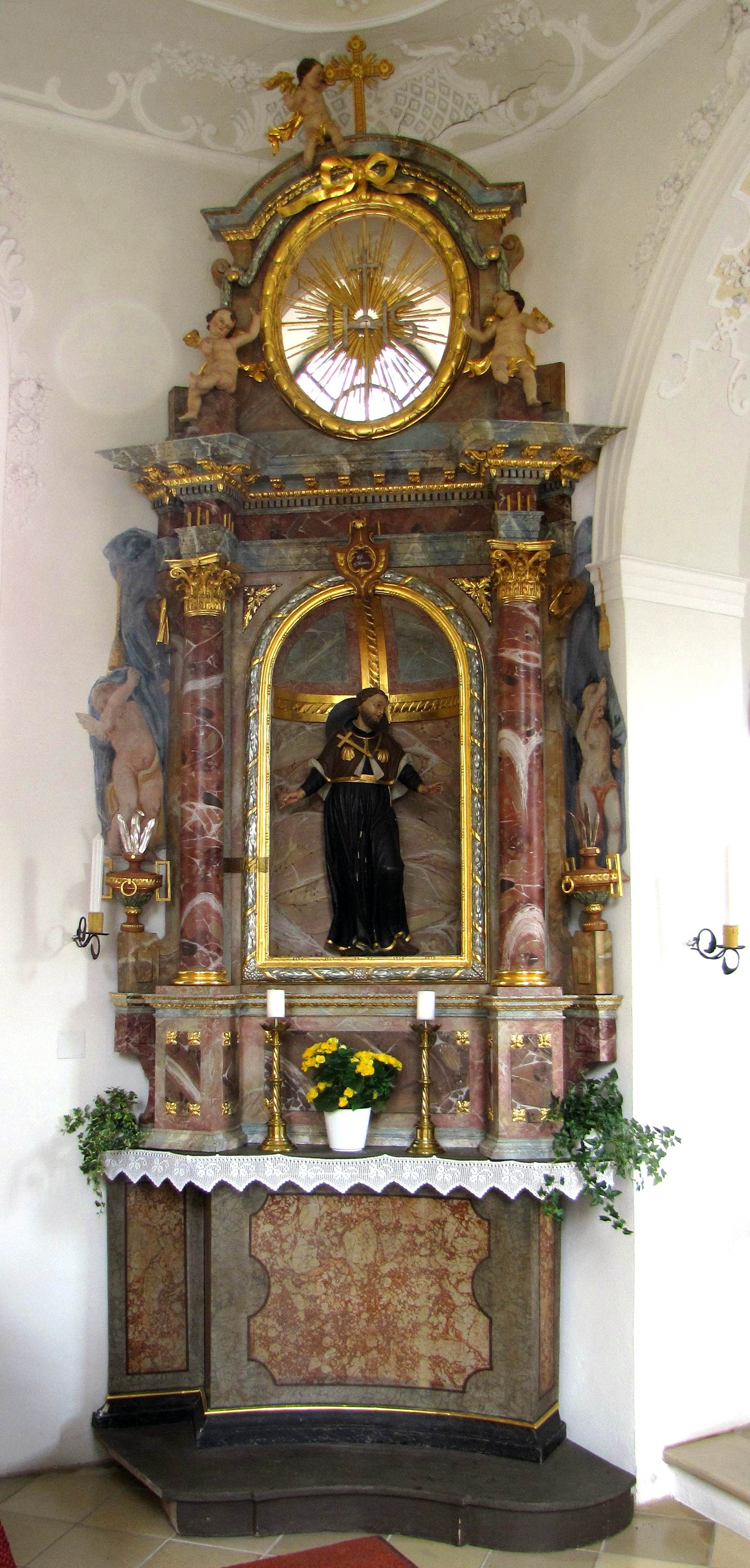
Linker Seitenaltar

## Geschichte
Bei Grabungen unter der Kapelle wurden 1956 in über 1 m Tiefe Fundamente einer größeren Kirche freigelegt. Auf Grund der Art ihrer Steinsetzung sind sie dem 12. Jahrhundert zugeordnet worden. Eine ursprünglich größere Kirche muss auch deshalb angenommen werden, weil 1398 die beiden Pfrontener Ansiedlungen Steinach und Ösch die gleich hohen Abgaben an den Landesherrn abführen mussten und deshalb Ösch wohl auch so groß wie Steinach war. Danach aber hat sich das steuerliche Leistungsvermögen deutlich zu Gunsten Steinachs verschoben. Die wenigen Öscher Anwesen waren deshalb auch nicht mehr in der Lage, nun für einen ordentlichen Zustand ihrer Kirche zu sorgen. Am Beginn des 18. Jahrhunderts war sie reparaturbedürftig und fast ohne Vermögen. Von 1730 bis 1736 konnte jedoch durch den langjährigen Kirchenpfleger Georg Höß in Ösch ein kleinerer Neubau errichtet werden. Die benötigten Gelder stammten von Stiftern, darunter der Johann Chrysostomus Scheitler, gebürtig in Ösch und Pfarrer in Geisenried.
Noch zu Beginn des letzten Jahrhunderts fand am Tag des Hl. Koloman hier eine Pferdebenediktion mit einem Ritt um die Kapelle statt. Nachdem der Brauch dann lange Jahre eingeschlafen war, wurde er etwa 1995 wieder belebt.

## Bau
Der verantwortliche Baumeister der neuen Kapelle war Michael Erdt, der schon bei St. Leonhard sein Können als Architekt bewiesen hatte. Als weitere Handwerker sind in den Heiligenrechnungen (Kirchenstiftungsrechnungen) verzeichnet der Steinhauer Joseph Höß, der Zimmerermeister Melchior Doser und der Glaser Johannes Lochbihler. Die Fenster und Türstöcke stammen vom Tischler Joseph Babel und vom Schmied Christian Mayr sind die noch vorhandenen schönen Türbeschläge.
An das rechteckige Kirchenschiff mit auf allen Seiten abgeschrägten Ecken und zwei Fensterachsen schließt sich ein eingezogener Chorraum an. Er hat eine Fensterachse und einen halbrunden Abschluss. Rundbogenfenster im Westen und Osten sowie in den schrägen Wänden zum Chor charakterisieren die Kapelle als Barockbauwerk. Das Vorzeichen befindet sich im Westen. Auf der gegenüberliegenden Seite kann der Chor durch eine kleine Türe betreten werden. Darüber wurde eine nun leere Rundbogennische für eine Statue ausgespart. Hier stand eine Marmorfigur des Hl. Koloman von Maximilian Hitzelberger, für die er 32 Gulden erhielt. Sie wird nun in der Kapelle aufbewahrt. Ein Glockentürmchen sitzt auf dem Dach über dem Chor.

## Ausstattung
Der ursprüngliche Choraltar – von Joseph Stapf aus dem Jahr 1742 – wurde 1855 durch einen neuromanischen Altar ersetzt. Der Schreiner Joseph Anton Eberle (1809–1878) aus Pfronten-Steinach hat ihn gestiftet und auch selbst angefertigt. Im Gesuch um Genehmigung des Vorhabens schrieb der damalige Pfarrer Johann Baptist Foag, dass der alte Altar mit seinen wirklich häßlichen Figuren einen in der Tat widerlichen Eindruck macht. Das neue Altarbild malte der Pfrontener Franz Osterried. Die beiden Seitenaltäre um oder vor 1800 sind frühklassizistisch. Die Statue der Schmerzensmutter auf dem rechten Altar ist von Sigmund Hitzelberger signiert und auf 1798 datiert. Aus der Erbauungszeit stammen die beiden Deckenfresken. Das eine im Langhaus zeigt die Glorie des Hl. Koloman und das andere im Chor die Hl. Dreifaltigkeit. Beide Gemälde hat Bartholomäus Stapf (1704–1766) gemalt. Er ist ein Sohn des Bonaventura Stapf aus Pfronten-Heitlern.
An der südlichen Seitenwand hängt eine bemerkenswerte Muttergottes aus der Zeit um 1460 und unter der Empore sind drei alte Votivtafeln angebracht, mit denen dem Hl. Koloman als „Bauernheiligem“ für eine erhaltene Wohltat gedankt wurde.